# Roby Lakatos

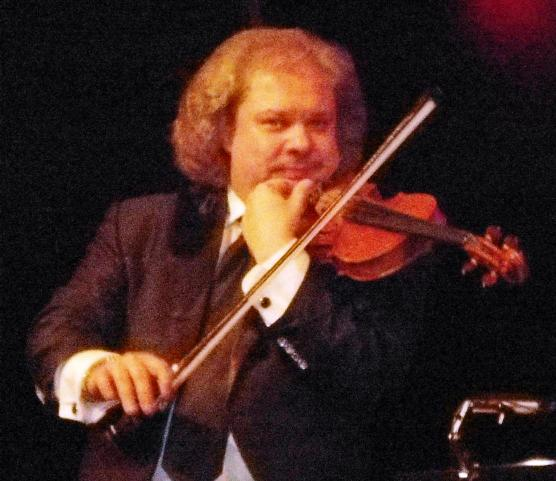
Roby Lakatos

Roby Lakatos (Boedapest, 1965?) is een Hongaarse zigeuner-violist die befaamd is vanwege zijn vermenging van Hongaarse zigeunermuziek met verschillende andere muziekstijlen.

## Levensloop
Lakatos komt uit een familie met een lange traditie van zigeunerviolisten, die teruggaat tot János Bihari. Hij ontwikkelde zich als muzikant grotendeels vanuit de familietraditie en studeerde daarnaast aan het Béla Bartók Conservatorium in Boedapest, waar hij in 1984 zijn eerste prijs voor klassieke viool behaalde.
Van 1986 tot 1996 speelde hij met zijn ensemble in restaurant "Les Ateliers de La Grande Ile" in Brussel. Daar werd hij "ontdekt" (door Jehudi Menuhim), waarop een internationale carrière volgde met tournees over de gehele wereld. Hij werkte samen met Vadim Repin, Maksim Vengerov en Stéphane Grappelli.

## Discografie
- 1991: In Gypsy Style
- 1998: Alouette König der Zigeunergeiger
- 1998: Lakatos Gold
- 1999: Post Phrasing Lakatos Best
- 1999: Live From Budapest
- 2001: With musical friends
- 2002: Kinoshita Meets Lakatos
- 2002: Deborahs theme: As Time Goes By
- 2004: The Legend of the Toad
- 2005: Firedance
- 2006: Klezmer Karma
- 2006: Rodrigo y Gabriela (1 track: Ixtapa)